# Enderleinellus arizonensis
Enderleinellus arizonensis är en insektsart som beskrevs av Werneck 1948. Enderleinellus arizonensis ingår i släktet Enderleinellus och familjen ekorrlöss. Inga underarter finns listade i Catalogue of Life.